# Новоснежнинское муниципальное образование

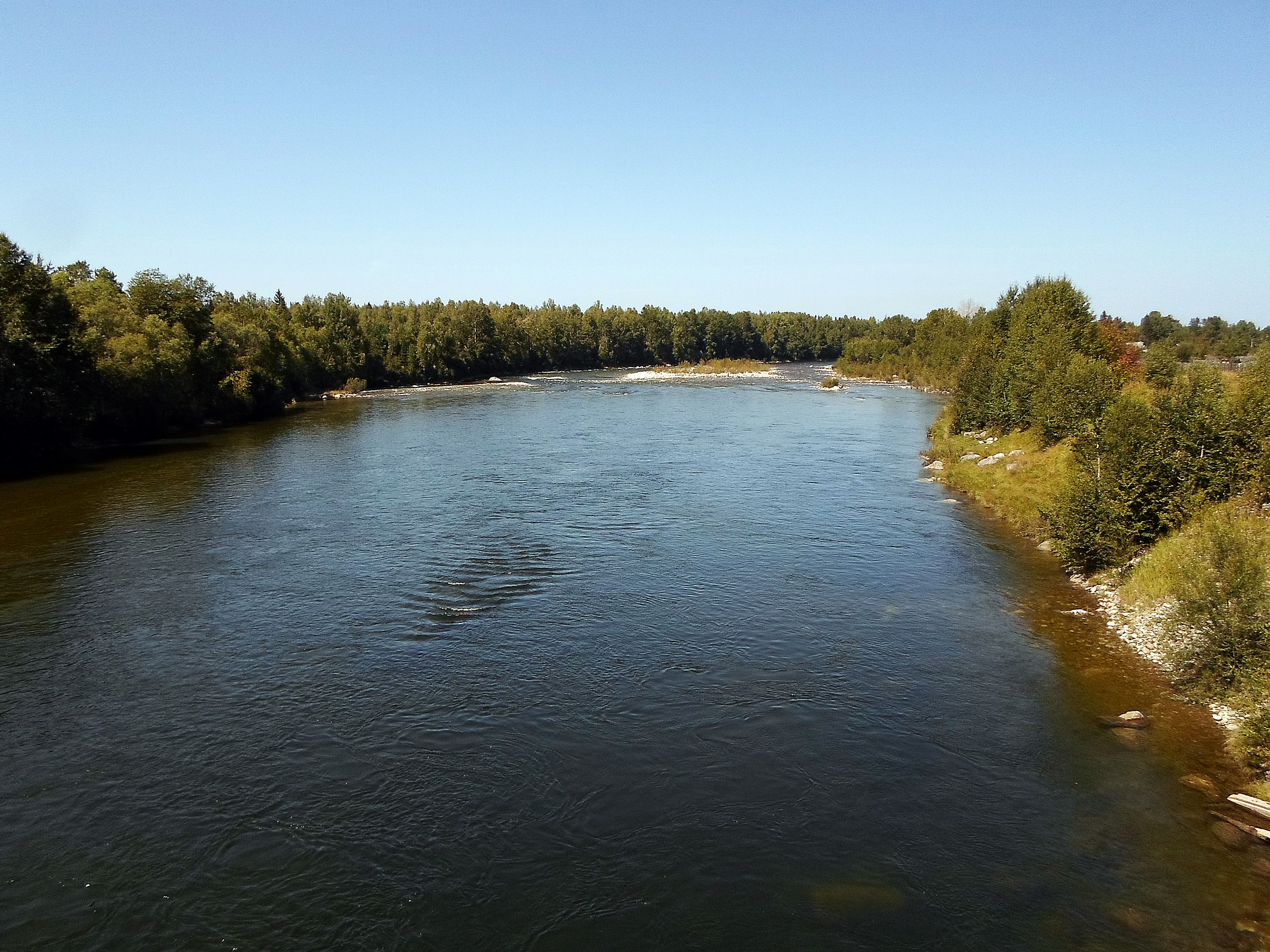
Река Снежная. Вид на север с моста автомагистрали «Байкал». Слева — Иркутская область, справа — Бурятия.

Новосне́жнинское муниципа́льное образова́ние — сельское поселение в Слюдянском районе Иркутской области Российской Федерации.
Административный центр — посёлок Новоснежная.

## Границы
Согласно закону от 2 декабря 2004 года № 72 «О статусе и границах муниципальных образований Слюдянского района Иркутской области» 

…С севера Новоснежнинское муниципальное образование граничит с оз. Байкал. С запада муниципальное образование граничит с Байкальским муниципальным образованием. Граница начинается от оз. Байкал и идёт в юго-западном направлении через гору Травянистая с отметкой 1550 м, через отметку 1567 м до места впадения р. Сайбат в р. Хара-Мурин. Пересекая р. Хара-Мурин, граница следует по правому берегу реки вверх по течению до места впадения р. Тит-Тит, откуда следует по правому берегу р. Тит-Тит в юго-западном направлении до границы с Республикой Бурятия. С юга и востока муниципальное образование граничит с Республикой Бурятия.

Граница с Бурятией проходит по реке Снежной.

## Население
| 2010 | 2011 | 2012 | 2013 | 2014 | 2015 | 2016 | 2017 |
| ---- | ---- | ---- | ---- | ---- | ---- | ---- | ---- |
| 634  | ↗635 | ↗658 | ↗684 | ↗694 | ↗714 | ↘686 | ↘680 |

## Состав сельского поселения
| № | Населённый пункт | Тип населённого пункта          | Население |
| - | ---------------- | ------------------------------- | --------- |
| 1 | Мурино           | посёлок                         | ↗157      |
| 2 | Новоснежная      | посёлок, административный центр | ↗464      |
| 3 | Паньковка 1-я    | посёлок                         | →21       |
| 4 | Паньковка 2-я    | посёлок                         | ↗16       |